# Скупі

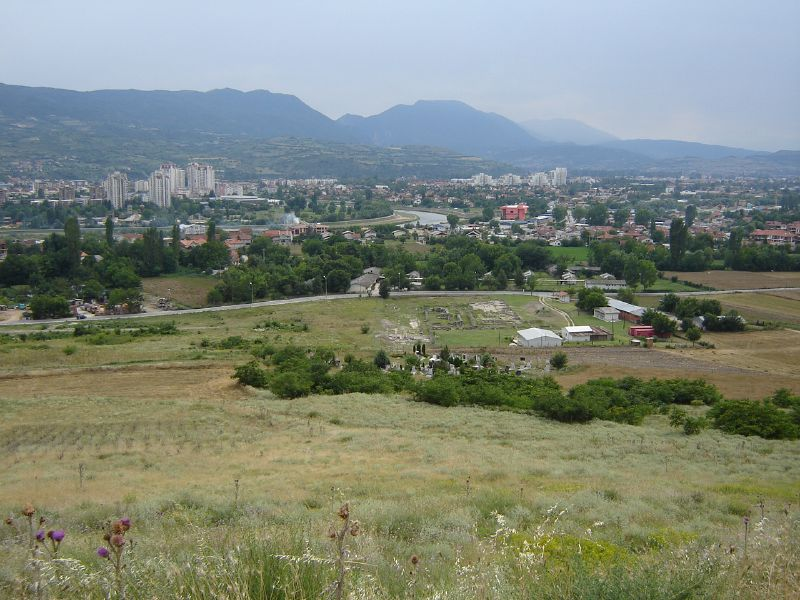
Панорама Скупі

Скупі (дав.-гр. Σκοῦποι, Skoupoi, лат. Scupi) — археологічне римське городище, розташоване на території столиці Македонії міста Скоп'є між Заячим пагорбом (мак. Зајчев Рид) та річкою Вардар.
Римський військовий табір був заснований на місці старого дарданського поселення в другому десятилітті до н. е.. Пізніше він отримав ім'я Colonia Flavia Aelia Scupi, а багато ветеранів отримали тут великі земельні наділи.
При імператорі Доміціані (81-96) тут було засновано місто, що стало центром Дарданіі. Місто було зруйноване і покинуте у результаті катастрофічного землетрусу 518 року.